# طرابلس

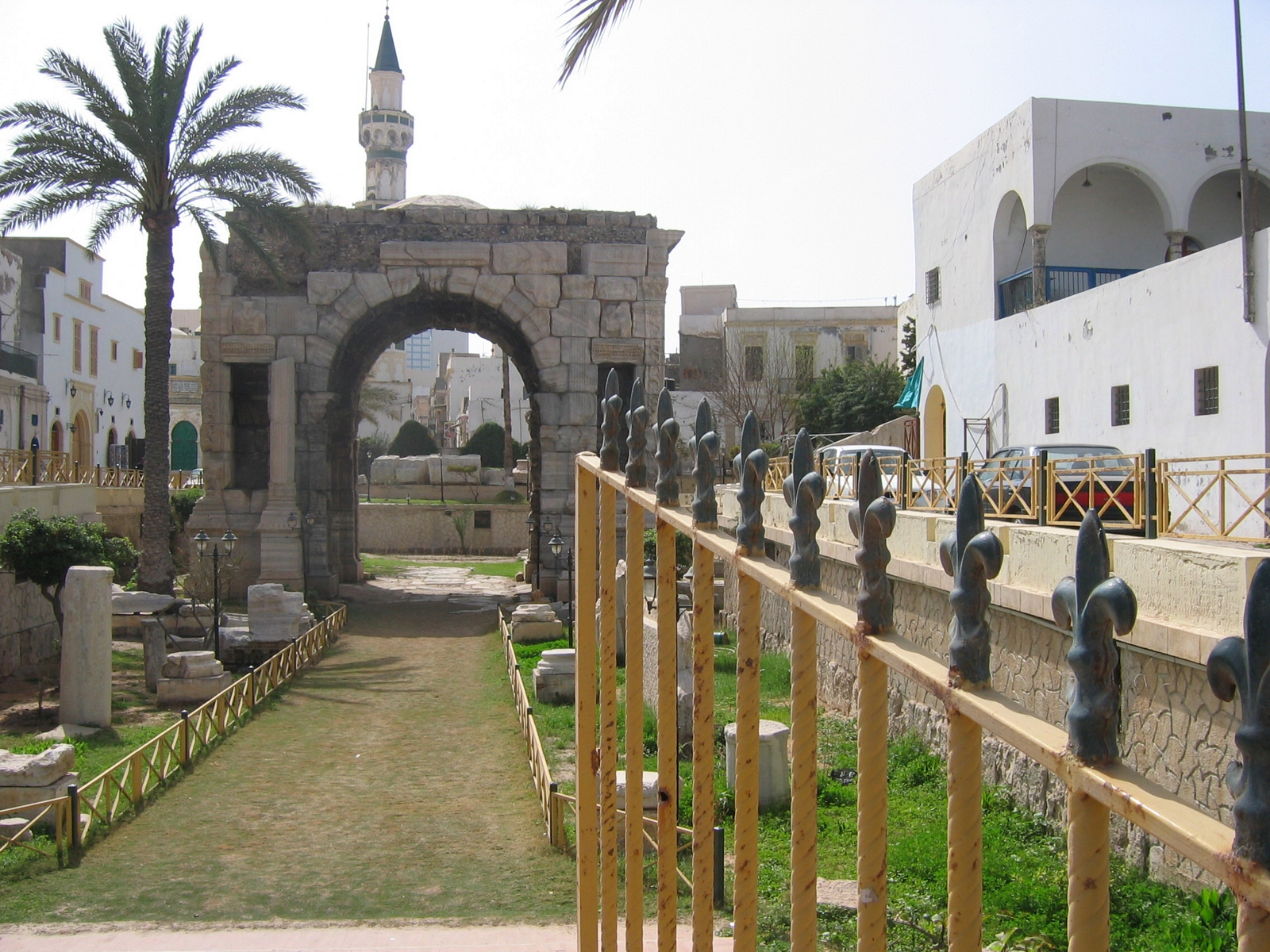
طاق پیروزی مارکوس اورلیوس

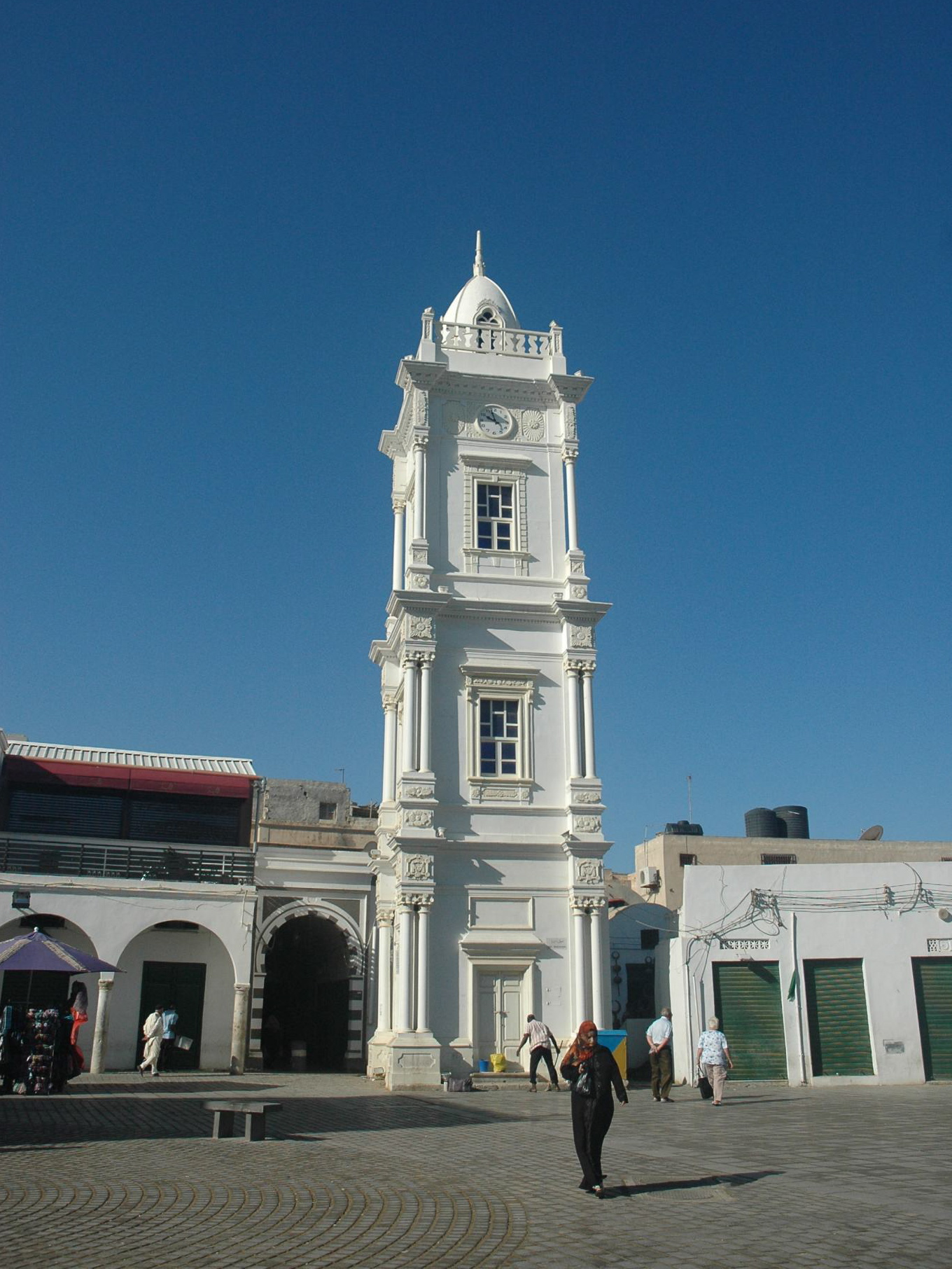
برج ساعت عثمانی

طِرابْلُس (به عربی رسمی: طَرابُلُس، در گویش عربی لیبی: طِرابْلِس، از یونانی باستان: Τρίπολις، تلفظ: Trípolis، از یونانی باستان: Τρεις Πόλεις، تلفظ: Treis Póleis، معنا: سه شهر) پایتخت کشور لیبی و مرکز استان طرابلس است. طرابلس در شمال غربی کشور و در واحه‌ای در کنار دریای مدیترانه واقع شده و دارای آب و هوای مدیترانه‌ای است. جمعیت این شهر بر اساس سرشماری سال ۲۰۱۹ بالغ بر ۱،۱۷۰،۰۰۰ نفر بود. حدود ۲٫۲ میلیون نفر در کل منطقه شهری طرابلس زندگی می‌کنند که حدود ۳۰ درصد از جمعیت کشور لیبی را تشکیل می‌دهد. طرابلس بزرگترین شهر، بندر دریایی اصلی و بزرگترین مرکز تجاری و تولیدی در لیبی است.
این شهر همچنین محل دانشگاه طرابلس و بزرگترین فرودگاه لیبی، فرودگاه بین‌المللی طرابلس است.
نام طرابلس شکل عربی‌شده واژه یونانی تریپولیس و به معنای سه شهر است و به سه شهری اشاره دارد که فنیقی‌ها در قرن هفتم قبل از میلاد در اینجا ساختند.
بسیاری از دزدان دریایی بربر در قرون بعدی در این حدود فعالیت داشتند. در اوایل قرن نوزدهم، ایالات متحده برای مبارزه با دزدان دریایی، جنگ بربری اول را علیه طرابلس نیمه‌مستقل به راه انداخت.
با توجه به تاریخ طولانی این شهر، مکان‌های باستان‌شناسی زیادی در طرابلس وجود دارد. طرابلس به دو بخش قدیمی و جدید تقسیم شده‌است. شهر باستانی محصور شده یا اصطلاحاً مدینه، در امتداد بندر قرار دارد و قلعه اسپانیایی قرن شانزدهمی بر آن مسلط است. محله قدیمی شامل طاق نصرت مارکوس آئورلیوس (۱۶۳ پس از میلاد) و مسجد گرجی (۱۸۸۳) و مسجد قرامانلی (قرن ۱۸)، با مناره هشت‌گوش متمایز آن است. قدمت مسجد الناقه یا مسجد شتر از قرون وسطی تا قرن هفدهم است.
باب‌العزیزیه در طرابلس مقر معمر قذافی، رهبر لیبی تا زمان سقوطش در ۲۳ اوت ۲۰۱۱ بود که یک دژ بسیار مستحکم به‌شمار می‌آمد.

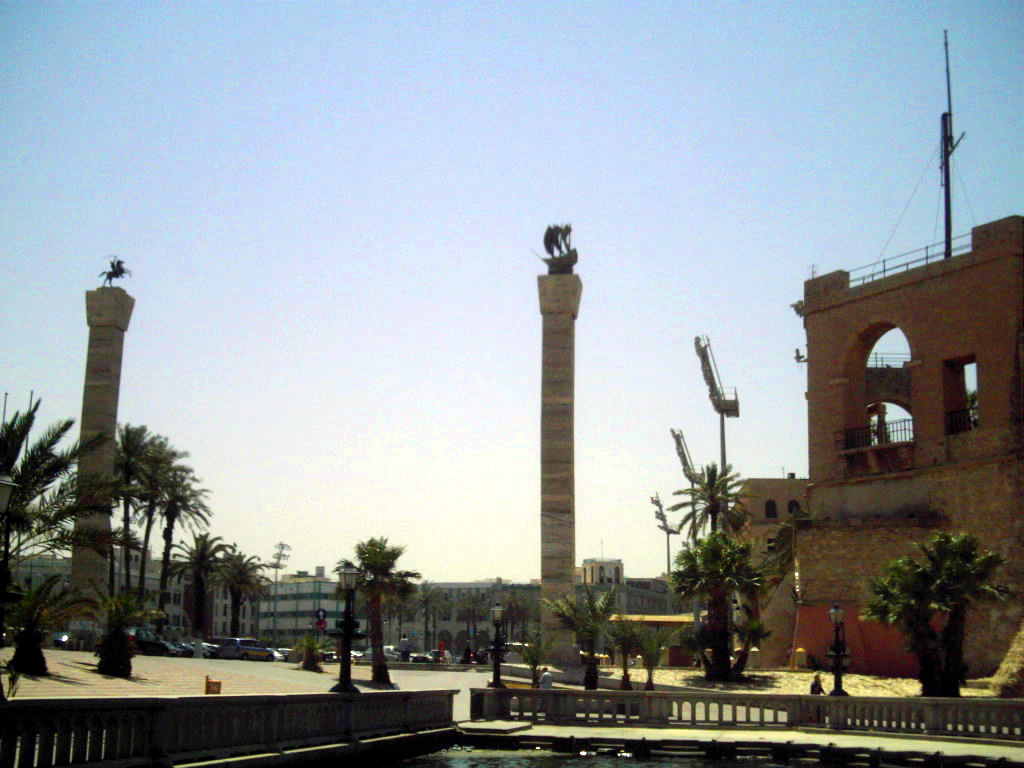
قلعه سرخ و میدان سبز

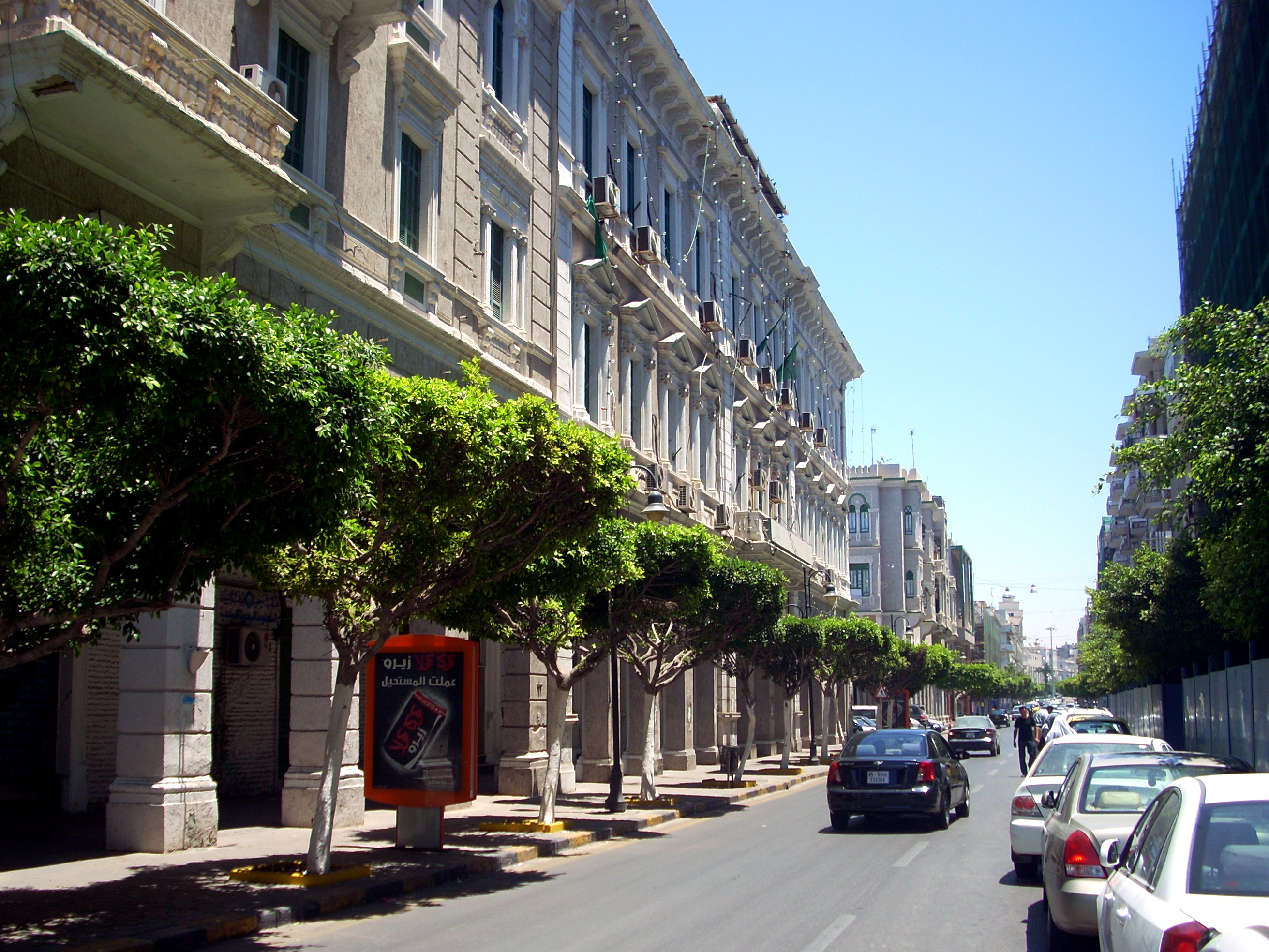
خیابان سبک استعماری ایتالیایی

## جغرافیا
طرابلس در شمال غرب لیبی در نزدیکی مرز تونس، در قاره آفریقا قرار دارد. مسافتی هزار کیلومتری (۶۲۱ مایلی) طرابلس را از دومین شهر بزرگ لیبی، بنغازی، جدا می‌کند. واحه‌های ساحلی و مناطق شنی و تالاب‌ها در امتداد سواحل تریپولیتانیا (اقلیم طرابلس) به طول بیش از ۳۰۰ کیلومتر (۱۹۰ مایل) ادامه می‌یابد.
این شهر در حاشیه بیابان و بر روی نقطه‌ای بنا شده‌است که زمین‌های صخره‌ای به دریای مدیترانه وارد شده و خلیجی را تشکیل داده‌اند. آب و هوای آن معمولی مدیترانه‌ای، با تابستان‌های گرم و خشک، زمستان‌های خنک و بارندگی اندک است.
طرابلس یک واحه ساحلی بزرگ است با کشتزارهای زیتون، سبزیجات، مرکبات، تنباکو و غلات. ماهیگیری نیز در این محل مهم است و چندین کارخانه کنسروسازی در شهر صیدها را فرآوری می‌کنند. صنایع طرابلس شامل دباغی و تولید سیگار و فرش است. یک انبار نفت، کارخانه‌های مونتاژ وسایل نقلیه موتوری و یک کارخانه کپسول گاز نیز در آنجا قرار دارد. طرابلس با بندر، فرودگاه بین‌المللی نزدیک، و اتصالات جاده‌ای، یک مرکز حمل و نقل شلوغ است. بزرگراه ساحلی که شهر را به بنغازی و قاهره وصل می‌کند و یکی دیگر از جاده‌های اصلی که طرابلس را به سبها در جنوب متصل می‌کند، شاهراه‌هایی مهم هستند.

## تاریخ

### دوران باستان و سده‌های میانه
طرابلس در قرن هفتم قبل از میلاد توسط فنیقی‌ها بنیاد شد و در آن زمان «اویات» نام داشت که بعداً به صورت اویا درآمد. فنیقی‌ها احتمالاً به‌خاطر بندر طبیعی آن به این مکان جذب شده بودند که در ساحل غربی توسط شبه‌جزیره کوچک و به راحتی قابل دفاعی احاطه شده بود. یونانیان سیسیل منطقه سه شهر اویا، سابراتا و لپتیس مگنا را تریپولیس می‌نامیدند که در زبان یونانی به معنای سه‌شهر است.
در پایان سدهٔ دوم قبل از میلاد اویا به تصرف روم درآمد و شهر به عنوان بخشی از منطقه تریپولیتانیا در استان آفریقا گنجانده شد. در این دوران، اویا از نظر اقتصادی و هنری شکوفا شد. طاق نصرت مارکوس آئورلیوس در مرکز قدیمی طرابلس یادآور این زمان است. این دوران اوج با سقوط امپراتوری روم به پایان رسید.
در سده هفتم میلادی اعراب مسلمان اویا را فتح کردند و پس از آن شهر برای مدتی طولانی توسط دودمان‌های مختلف مسلمان مانند اغلبیان و فاطمیان و بعدها نیز توسط مملوک‌های مصر اداره شد. مدیریت دقیق آب در مناطق داخلی که برای پشتیبانی از جمعیت الزامی بود در سده یازدهم دچار زوال شد و این کاهش سریع جمعیت منطقه سه‌شهر را به دنبال داشت. شهرهای سابراتا و لپتیس ماگنا از سکنه خالی شدند و اهالی در اویا، که از آن به بعد طرابلس نامیده شد، تجمع کردند.

### حکومت اسپانیا، عثمانی و ایتالیا
در سال ۱۵۰۹ طرابلس به‌دست اسپانیایی‌ها فتح شد و یک فرماندار اسپانیایی بر این محل گمارده شد. امپراتور کارل پنجم این شهر را در سال ۱۵۳۰ به شوالیه‌های مالت اهدا کرد.
اما در سال ۱۵۵۱ طرابلس توسط ترک‌ها به رهبری تورگوت رئیس فتح شد، که سپس سلطان لقب بیگ طرابلس را به او داد.
بسیاری از دزدان دریایی بربر در قرون بعدی در حدود طرابلس فعالیت داشتند. در اوایل قرن نوزدهم، ایالات متحده برای مبارزه با دزدان دریایی، جنگ بربری اول را علیه طرابلس نیمه‌مستقل به راه انداخت.
در جنگ عثمانی و ایتالیا در سال ۱۹۱۱، ایتالیا استان‌های طرابلس، برقه و فزان را از امپراتوری عثمانی فتح کرد و این سه استان را در مستعمره لیبی خود متحد کرد.
طرابلس پایتخت مستعمرهٔ نو شد و ساختمان‌های پرشماری به سبک معماری ایتالیایی مانند کلیسای جامع طرابلس در آن ساخته شد. در دهه ۱۹۳۰، هزاران مهاجر ایتالیایی به این مستعمره نقل مکان کردند. در سال ۱۹۳۸ طرابلس دارای ۱۰۸۲۴۰ سکنه بود که ۳۹۰۹۶ نفر از آنها ایتالیایی بودند.

### پایتخت لیبی مستقل
در طرابلس بود که در طول جنگ جهانی دوم، اروین رومل، از فرماندهان آلمان نازی، با گروه معروف خود یعنی آفریکاکور ظاهر شد و نبرد خود را علیه بریتانیا آغاز کرد. در ۲۳ ژانویه ۱۹۴۳ این شهر توسط نیروهای انگلیسی اشغال شد و پس از آن تا سال ۱۹۵۱ تحت حاکمیت بریتانیا بود.
پس از استقلال پادشاهی لیبی، طرابلس و بنغازی پایتخت شدند. در این زمان، بسیاری از مستعمره‌نشینان ایتالیایی هنوز در این شهر زندگی می‌کردند که تنها پس از به قدرت رسیدن معمر قذافی در سال ۱۹۶۹، به‌طور دسته جمعی شهر را ترک کردند.
در ۱۵ آوریل ۱۹۸۶، طرابلس توسط هواپیماهای نیروی دریایی ایالات متحده در عملیات ال‌دورادو کنیون بمباران شد. این اقدام به تلافی حمله ۵ آوریل به یک کلوپ شبانه برلین که مملو از آمریکایی‌ها بود، انجام شد. گفته می‌شود رژیم معمر قذافی از این حمله تروریستی پشتیبانی کرده بود.
در ۲۵ سپتامبر ۲۰۱۱، اخباری مبنی بر کشف یک گور جمعی حاوی ۱۲۷۰ جسد در زندان ابوسلیم در طرابلس منتشر شد. به گفته گروه‌های حقوق بشر، در سال ۱۹۹۶ در زمان حکومت قذافی در اینجا یک کشتار جمعی صورت گرفته بود.
در ۱۲ مه ۲۰۱۰، طرابلس با سقوط پرواز ۷۷۱ خطوط هوایی آفریقایی در فرودگاه بین‌المللی طرابلس، خبرساز شد. ۱۰۴ سرنشین در هواپیما بودند که ۱۰۳ نفر از آنها جان سالم به‌در نبردند.
در جریان شورش در لیبی در سال ۲۰۱۱، طرابلس برای مدت طولانی پایگاه اصلی رژیم قذافی بود. این شهر بارها مورد حمله هواپیماهای ناتو قرار گرفت. در ماه اوت، شورشیان موفق شدند طرابلس را به تصرف خود درآورند و پس از آن جنگ برای چند روز در شهر ادامه یافت. امروزه دولت مستقر در طرابلس، پایتخت لیبی که از سوی سازمان ملل حمایت می‌شود در رقابت با دولتی موازی است که مورد پشتیبانی پارلمان این کشور قرار دارد. پارلمان لیبی در شرق این کشور در شهر طبرق مستقر شده‌است.

## جمعیت
جدول زیر جمعیت طرابلس را از سال ۱۸۹۰ نشان می‌دهد. رشد سریع جمعیت از سال ۱۹۷۰ تا حدی نتیجه الحاق بخش‌های همسایه است.
| سال  | جمعیت  |
| ---- | ------ |
| ۱۸۹۰ | ۴۰۰۰۰  |
| ۱۹۰۵ | ۳۰۰۰۰  |
| ۱۹۱۱ | ۲۹۸۰۰  |
| ۱۹۱۵ | ۵۰۰۰۰  |
| ۱۹۲۹ | ۶۵۹۰۰  |
| ۱۹۳۱ | ۷۴۷۰۰  |
| ۱۹۳۶ | ۹۸۹۰۰  |
| ۱۹۳۸ | ۱۰۸۲۰۰ |
| ۱۹۵۴ | ۱۲۹۷۰۰ |

| سال  | جمعیت      |
| ---- | ---------- |
| ۱۹۶۰ | ۱۸۳۵۰۰     |
| ۱۹۶۴ | ۲۱۲۶۰۰     |
| ۱۹۷۰ | ۲۶۴۰۰۰     |
| ۱۹۷۳ | ۴۸۱۲۹۵     |
| ۱۹۷۸ | ۵۵۰٫۴۰۰    |
| ۱۹۸۴ | ۵۹۱٫۰۶۲    |
| ۲۰۰۵ | ۱٫۱۵۰، ۹۹۰ |
| ۲۰۰۷ | ۱٫۷۸۰، ۰۰۰ |
| ۲۰۱۱ | ۲٫۲۲۰، ۰۰۰ |

## آب و هوا
طرابلس دارای آب و هوای نیمه‌خشک با تابستان‌های طولانی، گرم و خشک و زمستان‌های معتدل و نسبتاً مرطوب است.
| داده‌های اقلیم Tripoli                                                                                          | داده‌های اقلیم Tripoli | داده‌های اقلیم Tripoli | داده‌های اقلیم Tripoli | داده‌های اقلیم Tripoli | داده‌های اقلیم Tripoli | داده‌های اقلیم Tripoli | داده‌های اقلیم Tripoli | داده‌های اقلیم Tripoli | داده‌های اقلیم Tripoli | داده‌های اقلیم Tripoli | داده‌های اقلیم Tripoli | داده‌های اقلیم Tripoli | داده‌های اقلیم Tripoli |
| ماه | ژانویه                | فوریه                 | مارس                  | آوریل                 | مه                    | ژوئن                  | ژوئیه                 | اوت                   | سپتامبر               | اکتبر                 | نوامبر                | دسامبر                | سال                   |
| --- | --------------------- | --------------------- | --------------------- | --------------------- | --------------------- | --------------------- | --------------------- | --------------------- | --------------------- | --------------------- | --------------------- | --------------------- | --------------------- |
| سابقهٔ بیش‌ترین °C (°F)                                                                                          | ۳۲ (۹۰)               | ۳۳ (۹۱)               | ۳۷ (۹۹)               | ۴۱ (۱۰۶)              | ۴۳ (۱۰۹)              | ۴۷ (۱۱۷)              | ۴۷ (۱۱۷)              | ۴۸ (۱۱۸)              | ۴۶ (۱۱۵)              | ۴۲ (۱۰۸)              | ۳۷ (۹۹)               | ۳۱ (۸۸)               | ۴۸ (۱۱۸)              |
| میانگین بیش‌ترین °C (°F)                                                                                        | ۱۷٫۹ (۶۴)             | ۱۹٫۱ (۶۶)             | ۲۰٫۷ (۶۹)             | ۲۳٫۷ (۷۵)             | ۲۷٫۱ (۸۱)             | ۳۰٫۴ (۸۷)             | ۳۱٫۷ (۸۹)             | ۳۲٫۶ (۹۱)             | ۳۱٫۰ (۸۸)             | ۲۷٫۷ (۸۲)             | ۲۳٫۳ (۷۴)             | ۱۹٫۳ (۶۷)             | ۲۵٫۴ (۷۸)             |
| میانگین روزانه °C (°F)                                                                                         | ۱۳٫۴ (۵۶)             | ۱۴٫۳ (۵۸)             | ۱۶٫۰ (۶۱)             | ۱۸٫۷ (۶۶)             | ۲۱٫۹ (۷۱)             | ۲۵٫۳ (۷۸)             | ۲۶٫۷ (۸۰)             | ۲۷٫۷ (۸۲)             | ۲۶٫۲ (۷۹)             | ۲۲٫۹ (۷۳)             | ۱۸٫۴ (۶۵)             | ۱۴٫۶ (۵۸)             | ۲۰٫۵ (۶۹)             |
| میانگین کم‌ترین °C (°F)                                                                                         | ۸٫۹ (۴۸)              | ۹٫۵ (۴۹)              | ۱۱٫۲ (۵۲)             | ۱۳٫۷ (۵۷)             | ۱۶٫۷ (۶۲)             | ۲۰٫۱ (۶۸)             | ۲۱٫۷ (۷۱)             | ۲۲٫۷ (۷۳)             | ۲۱٫۴ (۷۱)             | ۱۸٫۰ (۶۴)             | ۱۳٫۴ (۵۶)             | ۹٫۹ (۵۰)              | ۱۵٫۶ (۶۰)             |
| سابقهٔ کم‌ترین °C (°F)                                                                                           | ۰ (۳۲)                | ۱ (۳۴)                | ۲ (۳۶)                | ۲ (۳۶)                | ۷ (۴۵)                | ۱۱ (۵۲)               | ۱۲ (۵۴)               | ۱۴ (۵۷)               | ۱۲ (۵۴)               | ۱۰ (۵۰)               | ۱ (۳۴)                | ۰ (۳۲)                | ۰ (۳۲)                |
| بارندگی میلی‌متر (اینچ)                                                                                         | ۶۲٫۱ (۲٫۴۴)           | ۳۲٫۲ (۱٫۲۷)           | ۲۹٫۶ (۱٫۱۷)           | ۱۴٫۳ (۰٫۵۶)           | ۴٫۶ (۰٫۱۸)            | ۱٫۳ (۰٫۰۵)            | ۰٫۷ (۰٫۰۳)            | ۰٫۱ (۰)               | ۱۶٫۷ (۰٫۶۶)           | ۴۶٫۶ (۱٫۸۳)           | ۵۸٫۲ (۲٫۲۹)           | ۶۷٫۵ (۲٫۶۶)           | ۳۳۳٫۹ (۱۳٫۱۵)         |
| میانگین روزهای بارانی (≥ ۰.۱ mm)                                                                               | ۹٫۴                   | ۶٫۴                   | ۵٫۸                   | ۳٫۳                   | ۱٫۵                   | ۰٫۶                   | ۰٫۲                   | ۰٫۰                   | ۲٫۳                   | ۶٫۸                   | ۶٫۹                   | ۹٫۱                   | ۵۷٫۴                  |
| درصد رطوبت | ۶۶                    | ۶۲                    | ۵۶                    | ۵۴                    | ۵۱                    | ۴۱                    | ۵۲                    | ۵۴                    | ۵۶                    | ۶۳                    | ۶۵                    | ۶۹                    | ۵۷                    |
| میانگین روزانه ساعت‌های تابش آفتاب                                                                              | ۲۰۶                   | ۲۱۴                   | ۲۳۷                   | ۲۵۰                   | ۳۱۵                   | ۳۱۲                   | ۳۷۶                   | ۳۵۲                   | ۲۷۱                   | ۲۴۴                   | ۲۱۲                   | ۱۹۸                   | ۳٬۱۸۷                 |
| منبع شماره ۱: سازمان جهانی هواشناسی                                                                            |                       |                       |                       |                       |                       |                       |                       |                       |                       |                       |                       |                       |                       |
| منبع شماره ۲: Danish Meteorological Institute (sun and relative humidity), Weatherbase (record highs and lows) |                       |                       |                       |                       |                       |                       |                       |                       |                       |                       |                       |                       |                       |

## دیدنی‌ها

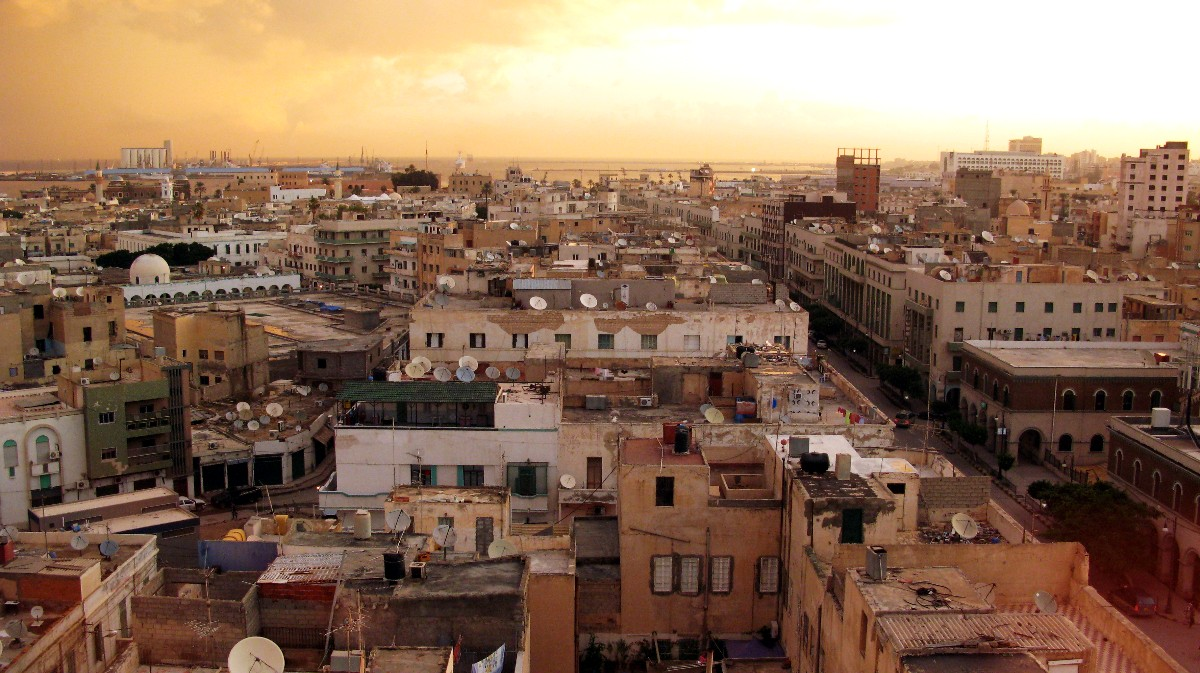
مرکز قدیمی طرابلس

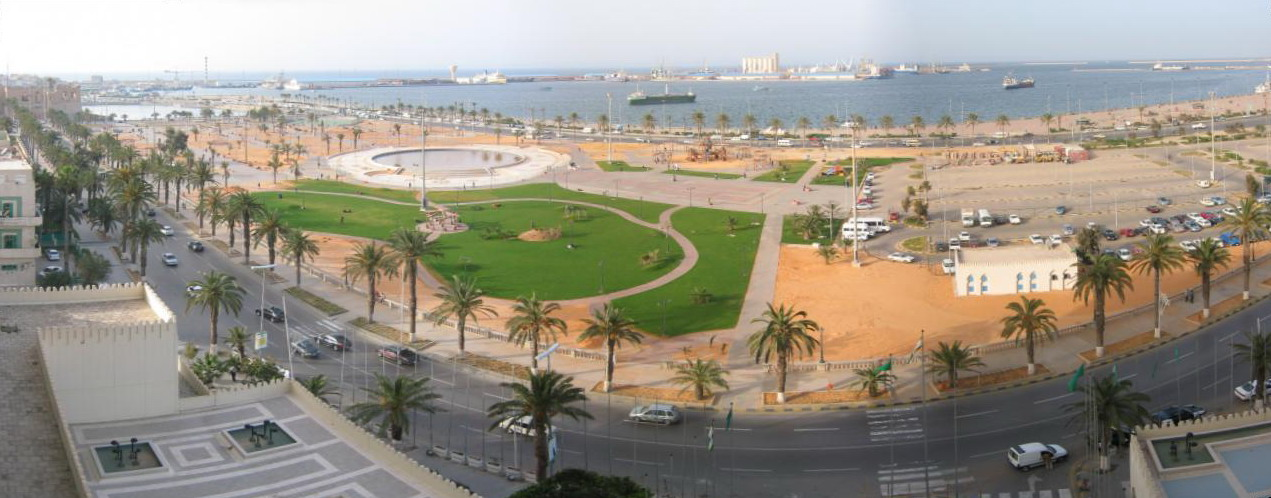
نمایی از بندر طرابلس از هتل الکبیر

مدینه محصور قدیمی‌ترین قسمت طرابلس است و عمدتاً از خانه‌ها، مساجد و کاخ‌های چند صد ساله تشکیل شده‌است. دسترسی به شهر قدیم از طریق سه دروازه در حصار شهر، باب زناته در غرب، باب حواره در جنوب شرقی و باب البحر در شمال صورت می‌گیرد.
در جنوب شرق شهر قدیم، در میدان سبز، السرایا الحمرا (قلعه سرخ)، یک قلعه قرن شانزدهمی است که توسط اسپانیایی‌ها ساخته شده‌است. این دژ دارای حیاط‌های متعددی است و امروزه یک موزه در خود جای داده‌است. در شهر قدیم همچنین طاق‌نصرت رومی زمان مارکوس آئورلیوس از قرن دوم پابرجاست. در خاور شهر قدیم، از دوره استعماری، کلیسای جامع طرابلس قرار دارد که به مسجد تبدیل شده‌است.

## فرهنگ و هنر
مسجد جامع احمد پاشا قرامانلی متعلق به سال ۱۷۳۸ میلادی و مسجد دَرغوت پاشا که توسط اولین حاکم عثمانی طرابلس ساخته‌شد، از مهم‌ترین آثار تاریخی شهر طرابلس به‌شمار می‌آیند.
از افراد مشهور زاده در طرابلس می‌توان روسانا پودستا (۱۹۳۴–۲۰۱۳)، بازیگر ایتالیایی و جمال محمد (۱۹۸۳)، فوتبالیست را نام برد.

## شهرهای خواهر
- الجزیره، الجزایر
- بیروت، لبنان
- بلو هوریزونته، برزیل
- ازمیر، ترکیه
- مادرید، اسپانیا
- سارایوو، بوسنی و هرزگووین

## نگارخانه

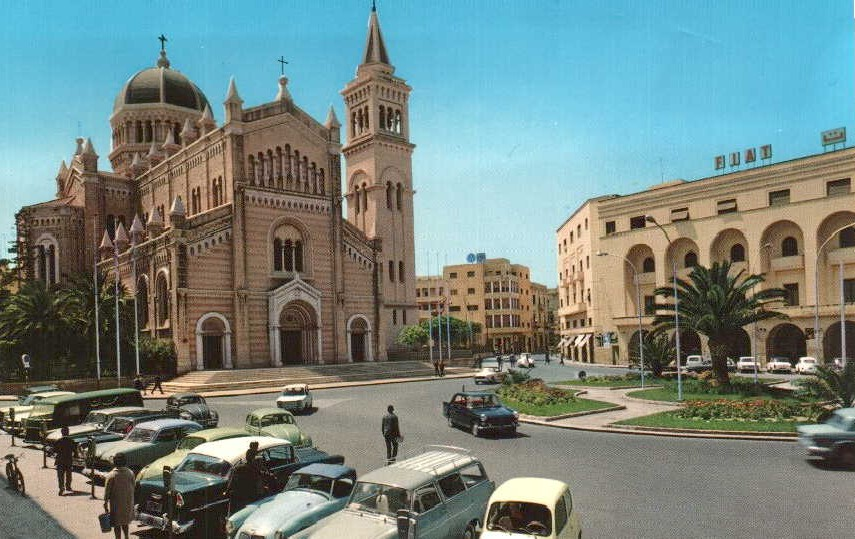
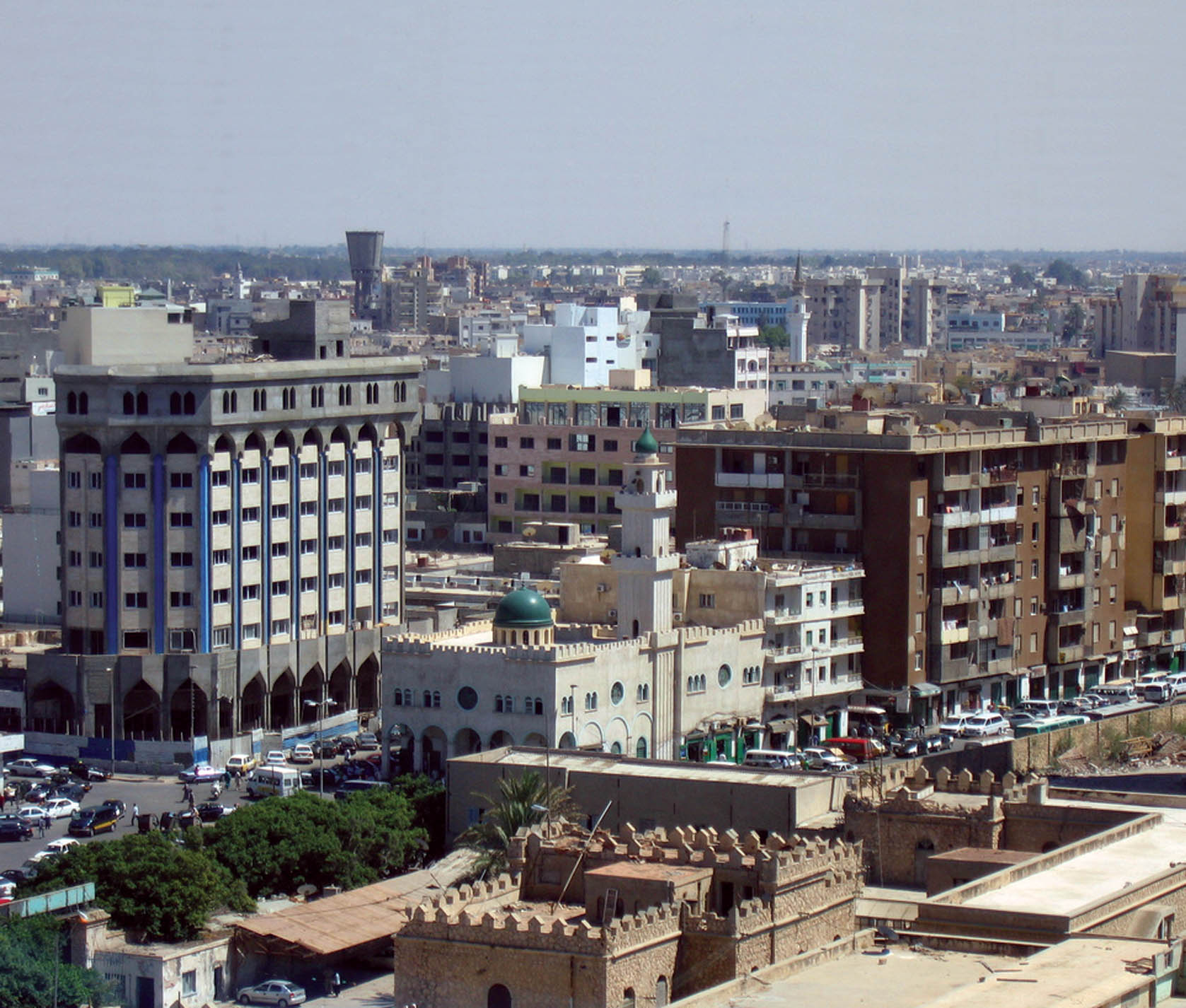
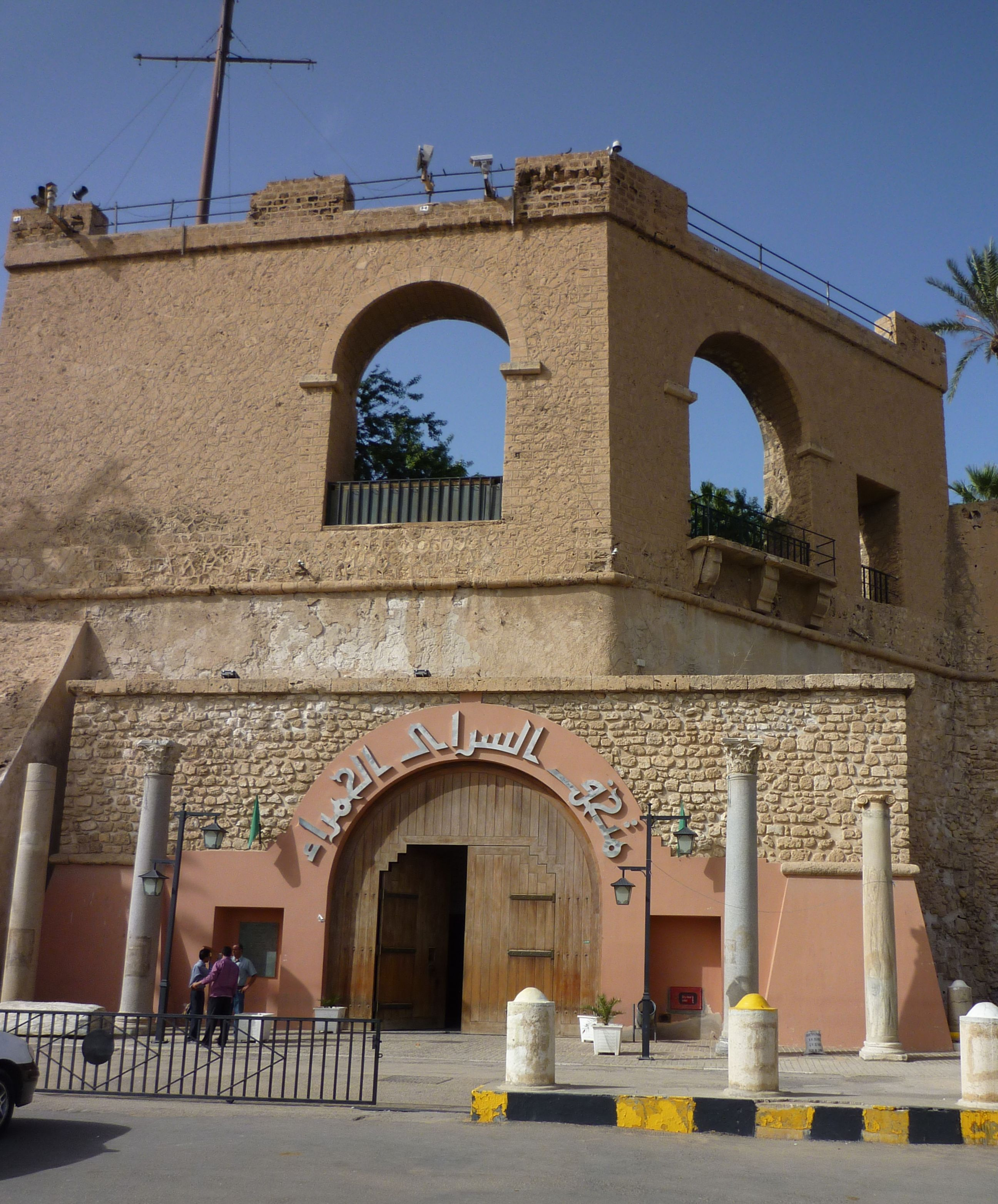
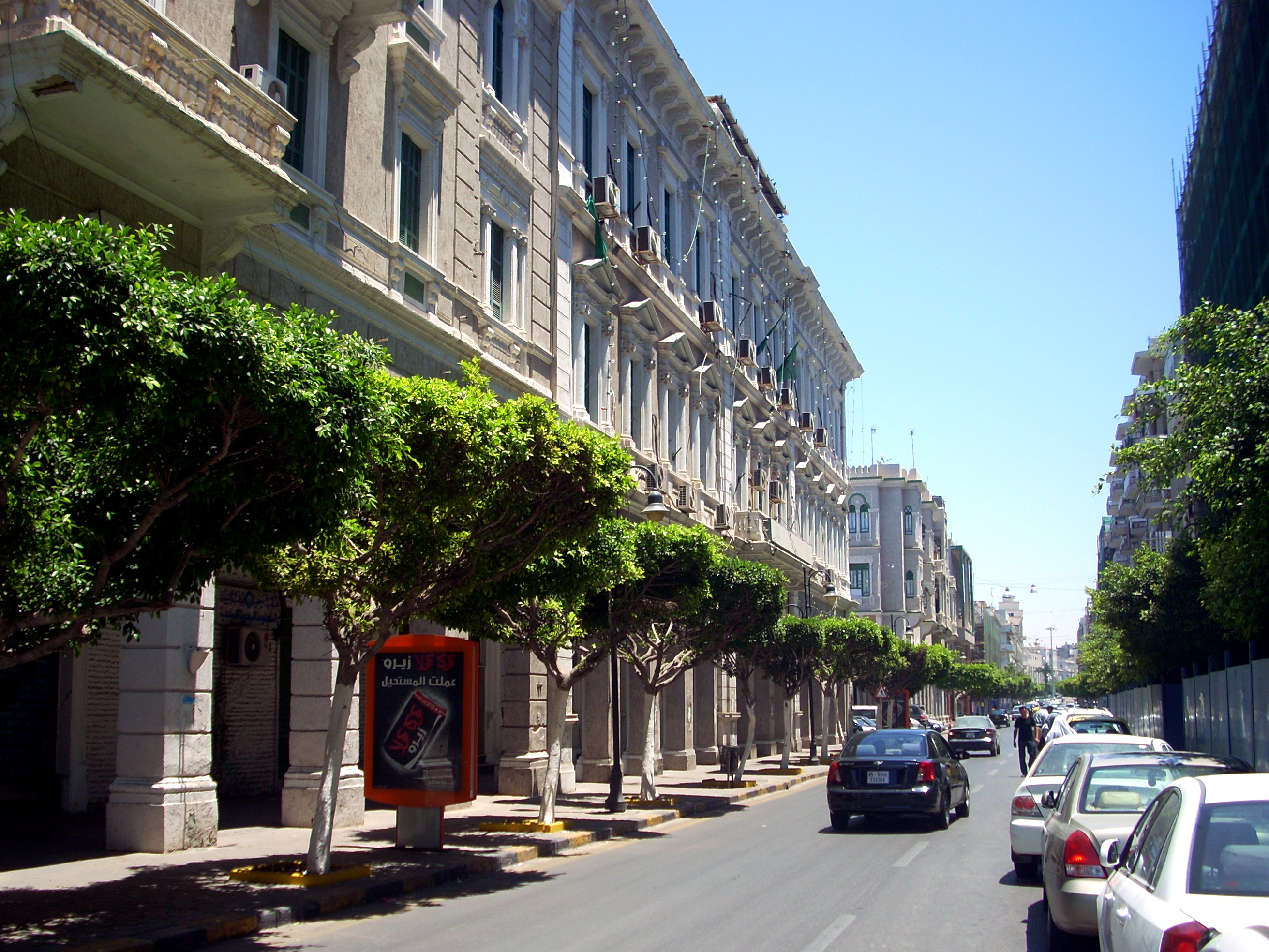
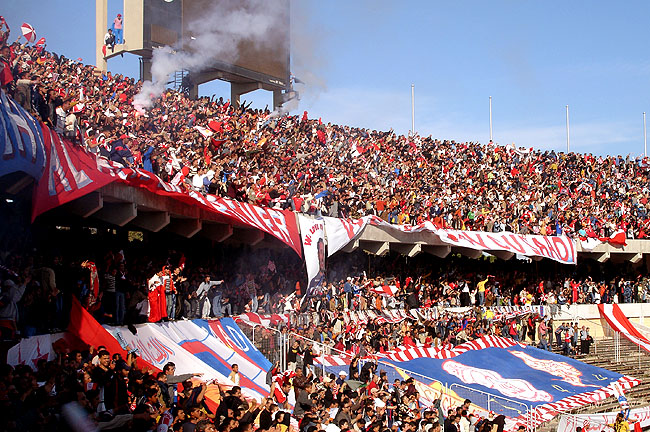
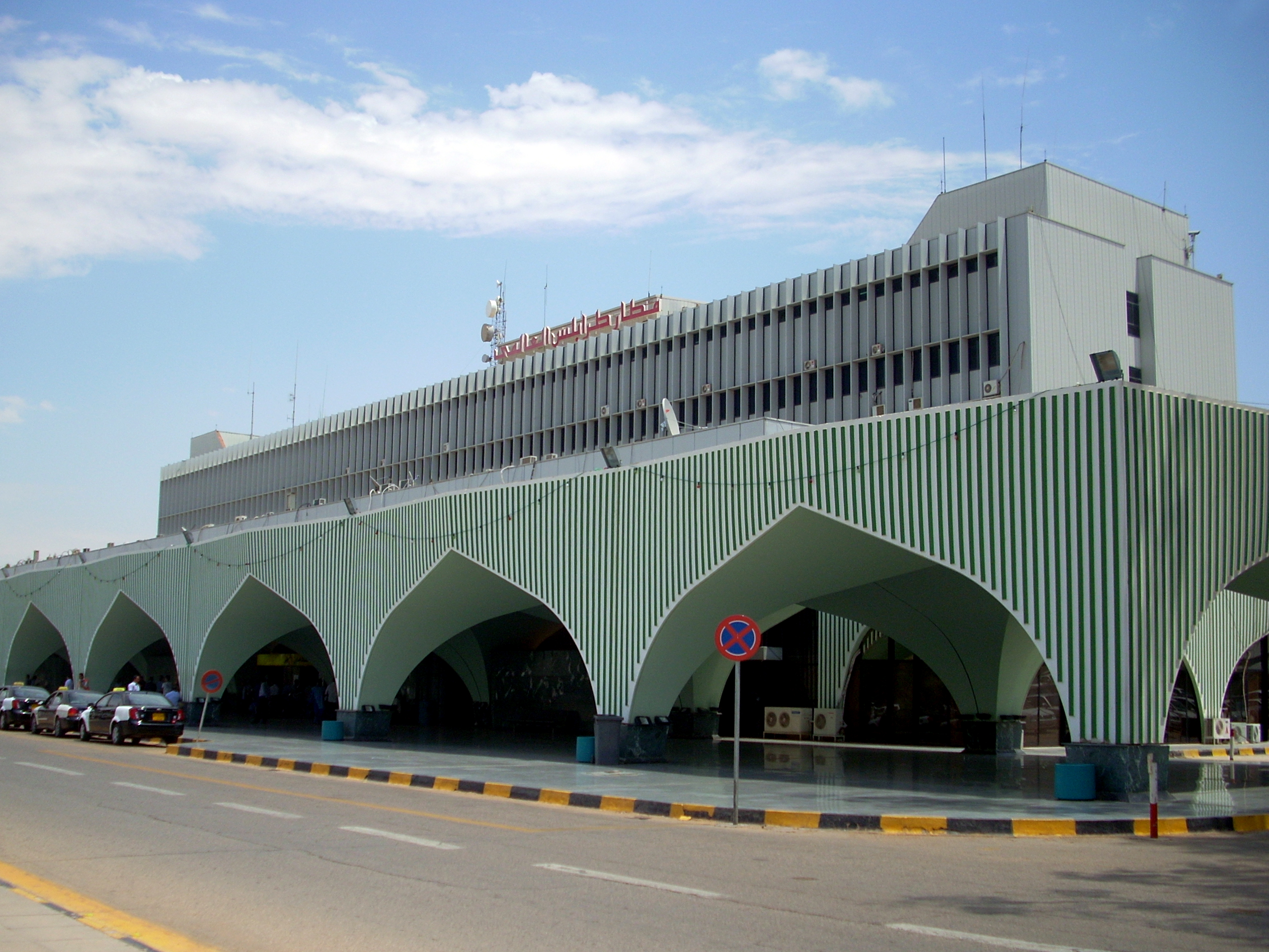